# 사디크 칸
사디크 아만 칸(영어: Sadiq Aman Khan, 1970년 10월 8일 ~ )은 영국의 정치인으로, 2005년부터 2016년까지 투팅 지역구 전 국회의원, 2016년 5월부터는 런던 시장을 맡고 있다. 노동당 소속이며, 신노동당 계열 인사로 알려져 있다.
파키스탄계로, 무슬림이다. 런던에서 파키스탄 출신 가정에서 태어난 칸은 북런던 대학(현 런던 메트로폴리탄)에서 법학을 전공했고 학위를 받았다. 이후 인권 전문 사무변호사로 활동하면서 시민 단체 리버티 대표를 3년간 맡았다. 노동당 입당 후에는 1994년부터 2006년까지 완즈워스구 런던 시의원으로 재임하다가 2005년 투팅 지역구 국회의원으로 당선됐다. 2008년에는 노동당의 고든 브라운 총리 내각에서 지역사회 부장관을 거쳐 교통 부장관으로 임명됐다. 이후 에드 밀리밴드 노동당 대표의 핵심 협동원으로 밀리밴드 예비내각에서 예비 사법장관, 예비 대법관, 예비 런던 부장관으로 활동했다.
2016년 5월에 치러진 런던 시장 선거에서 사디크 칸은 보수당의 보리스 존슨 현직 시장에 이은 차기 런던 시장으로 당선됐다. 당선이 확정되자 칸은 투팅 지역구 국회의원 자리에서 가능한 한 빨리 물러나겠다고 밝혔다. 런던 시장 당선으로 사디크 칸은 사회에 적극적으로 합류하여 서구권을 대표하는 수도의 시장직까지 오른 최초의 무슬림이 되었으며, 영국 선거사에서 한 개인으로서는 가장 막강한 권한을 얻게 되었다.
2021년 5월 6일 치러진 런던 시장 선거의 1차투표에서 선두를 달렸고, 2차 투표에서도 55.2% 득표율을 어더 여당인 보수당의 숀 베일리 후보를 꺾고 런던 시장 재선에 성공했다. 이에 앞서 영국 언론들은 칸 시장의 재선이 유력하지만 보수당 후보와의 득표차는 예상보다 적을 것으로 보인다고 전망했다.

## 역대 선거 결과
| 선거명      | 직책명                 | 대수 | 정당   | 1차 득표율 | 1차 득표수  | 2차 득표율 | 2차 득표수  | 결과 | 당락               |
| ----------- | ---------------------- | ---- | ------ | ---------- | ----------- | ---------- | ----------- | ---- | ------------------ |
| 2005년 선거 | 하원의원 (투팅 선거구) | 54대 | 노동당 | 43.10%     | 17,914표    |            |             | 1위  | 투팅 하원의원 당선 |
| 2010년 선거 | 하원의원 (투팅 선거구) | 55대 | 노동당 | 43.51%     | 22,038표    |            |             | 1위  | 투팅 하원의원 당선 |
| 2015년 선거 | 하원의원 (투팅 선거구) | 56대 | 노동당 | 47.20%     | 25,263표    |            |             | 1위  | 투팅 하원의원 당선 |
| 2016년 선거 | 런던 시장              | 3대  | 노동당 | 44.23%     | 1,148,716표 | 56.85%     | 1,310,143표 | 1위  | 런던 시장 당선     |
| 2021년 선거 | 런던 시장              | 3대  | 노동당 | 40.05%     | 1,013,721표 | 55.23%     | 1,206,034표 | 1위  | 런던 시장 당선     |
| 2024년 선거 | 런던 시장              | 3대  | 노동당 | 43.80%     | 1,088,225표 |            |             | 1위  | 런던 시장 당선     |

## 같이 보기
- 2016년 런던 시장 선거